# Pöls-Oberkurzheim
Pöls-Oberkurzheim é um município da Áustria, situado no distrito de Murtal, no estado da Estíria. Tem 62,54 km² de área e sua população em 2019 foi estimada em 2.971 habitantes.